# Канзоли (Лука)
Канзоли је насеље у Италији у округу Лука, региону Тоскана.
Према процени из 2011. у насељу је живело 18 становника. Насеље се налази на надморској висини од 175 м.